# Strade provinciali della città metropolitana di Messina
Questo è un elenco delle strade provinciali presenti sul territorio della città metropolitana di Messina e di competenza della città metropolitana stessa.

## SP 1 - SP 9
- Strada Provinciale 1 Mojo Alcantara: dalla Strada statale 185 di Sella Mandrazzi all'abitato di Moio Alcantara.
- Strada Provinciale 2 Roccella Valdemone: dalla SP1 all'abitato di Roccella Valdemone.
- Strada Provinciale 3 Malvagna: dall'abitato di Moio Alcantara all'abitato di Malvagna.
- Strada Provinciale 4 S. Caterina: dalla Strada statale 185 di Sella Mandrazzi al rione Santa Caterina.
- Strada Provinciale 5 Gravà: dalla Strada statale 185 di Sella Mandrazzi alla contrada Gravà di Castiglione di Sicilia.
- Strada Provinciale 6 Motta Camastra: dalla Strada statale 185 di Sella Mandrazzi all'abitato di Motta Camastra.
- Strada Provinciale 7 Graniti: dalla Strada statale 185 di Sella Mandrazzi all'abitato di Graniti.
- Strada Provinciale 8 Castrorao: dalla Strada statale 185 di Sella Mandrazzi al Ponte Alcantara.
- Strada Provinciale 9 Alcantara: dalla Strada statale 185 di Sella Mandrazzi alla Strada statale 114 Orientale Sicula.

## SP 10 - SP 19
- Strada Provinciale 10 Taorminese: dalla Strada statale 114 Orientale Sicula attraverso l'abitato di Taormina all'abitato di Castelmola.
- Strada Provinciale 11 Mongiuffi: dalla Strada statale 114 Orientale Sicula all'abitato di Mongiuffi.
- Strada Provinciale 12 Roccafiorita: dall'abitato di Mongiuffi alla Strada statale 114 Orientale Sicula.
- Strada Provinciale 13 Gallodoro: dalla SP11 all'abitato di Gallodoro.
- Strada Provinciale 14 Madonna della Catena: dalla SP12 al Santuario della Madonna della Catena, di Mongiuffi Melia.
- Strada Provinciale 15 Passo Aranciara: dalla SP12 alla SP19.
- Strada Provinciale 16 Forza d'Agrò: dalla Strada statale 114 Orientale Sicula all'abitato di Forza d'Agrò.
- Strada Provinciale 17 S.S. Pietro e Paolo': dalla Strada statale 114 Orientale Sicula alla frazione Contura Superiore, di Savoca.
- Strada Provinciale 18 Scorsonello: dalla SP19 alla SP17.
- Strada Provinciale 18bis Botte: dalla SP17 alla Contrada Botte, di Savoca.
- Strada Provinciale 19 Savochese: dalla Strada statale 114 Orientale Sicula all'abitato di Antillo.
- Strada Provinciale 19a Casalvecchio-Fautari: dalla SP19 alla frazione San Carlo, di Casalvecchio Siculo.
- Strada Provinciale 19b Misserio-Mondello-S.Carlo: dalla Contrada Misserio alla Contrada Rimiti, di Casalvecchio Siculo.
- Strada Provinciale 19c Braccio Due Fiumare: dalla SP19 alla Contrada San Carlo, di Casalvecchio Siculo.

## SP 20 - SP 29
- Strada Provinciale 20 Mitta: dalla SP19 alla frazione di Mitta, di Casalvecchio Siculo.
- Strada Provinciale 21 Romissa-S.Biagio: dalla SP19 alla SP22.
- Strada Provinciale 22 Mancusa: dalla SP19 alla frazione di Mancusa, di Savoca.
- Strada Provinciale 23 Misserio S.Teresa: dalla frazione Misserio, di Santa Teresa di Riva.
- Strada Provinciale 24 Giardino, dalla SP23 alla Contrada Giardino, di Santa Teresa di Riva.
- Strada Provinciale 24a Furci Siculo: dalla Strada statale 114 Orientale Sicula all'abitato di Furci Siculo.
- Strada Provinciale 24b Antillo-Fondachelli (I tratto): dall'abitato di Antillo, all'abitato di Fondachelli-Fantina.
- Strada Provinciale 24c Passo Rina: dalla SP17 alla frazione Rina, di Savoca.
- Strada Provinciale 25 Barcellonese (I tratto): dall'abitato di Roccalumera all'abitato di Mandanici.
- Strada Provinciale 26 di Locadi: dalla SP25 alla frazione Locadi, di Pagliara.
- Strada Provinciale 27 Nizza di Sicilia - Fiumedinisi: dalla Strada statale 114 Orientale Sicula all'abitato di Fiumedinisi.
- Strada Provinciale 28 di Alì Superiore: dalla Strada statale 114 Orientale Sicula all'abitato di Alì Terme.
- Strada Provinciale 29 di Itala Croce: dalla Strada statale 114 Orientale Sicula alla Contrada Croce, di Itala.

## SP 30 - SP 39
- Strada Provinciale 30 di Ponte Itala: dalla Strada statale 114 Orientale Sicula alla Strada statale 114 Orientale Sicula.
- Strada Provinciale 31 di Guidomandri: dalla SP30 alla frazione Guidomandri, di Scaletta Zanclea.
- Strada Provinciale 32 di Scaletta Zanclea: dalla Strada statale 114 Orientale Sicula all'abitato di Scaletta Zanclea.
- Strada Provinciale 33 di Altolia: dalla Strada statale 114 Orientale Sicula alla frazione Altolia, di Messina.
- Strada Provinciale 34 di Briga: dalla Strada statale 114 Orientale Sicula alla frazione di Briga, di Messina.
- Strada Provinciale 35 di Pezzolo: dalla Strada statale 114 Orientale Sicula alla frazione di Pezzolo, di Messina.
- Strada Provinciale 36 di S.Stefano Superiore: dalla Strada statale 114 Orientale Sicula alla frazione Santo Stefano di Briga, di Messina.
- Strada Provinciale 37 di Galati S.Anna: dalla Strada statale 114 Orientale Sicula alla frazione Galati Sant'Anna, di Messina.
- Strada Provinciale 38 di Mili S.Pietro: dalla Strada statale 114 Orientale Sicula alla frazione Mili San Pietro, di Messina.
- Strada Provinciale 39a di Fortecavalli: dalla Strada statale 114 Orientale Sicula alla frazione Tipoldo, di Messina.
- Strada Provinciale 39b di Fortecavalli: dalla SP39a alla frazione Fortecavalli, di Messina.

## SP 40 - SP 49
- Strada Provinciale 40 Zafferia: dalla Strada statale 114 Orientale Sicula alla frazione Zafferia, di Messina.
- Strada Provinciale 41 di San Filippo Superiore: dalla Strada statale 114 Orientale Sicula alla frazione San Filippo Superiore, di Messina.
- Strada Provinciale 42 della Casazza: dall'abitato di Messina alla Strada statale 113 Settentrionale Sicula.
- Strada Provinciale 43bis Panoramica 1º tratto: nell'abitato di Messina.
- Strada Provinciale 44 Strada ex militare per Campo Italia: dall'abitato di Messina all'innesto con la SP55 nei pressi della frazione di Castanea.
- Strada Provinciale 45: all'innesto con la SP50 nei pressi di Massa San Giorgio all'innesto con la SP49 nei pressi di Faro Superiore.
- Strada Provinciale 46: all'innesto con la SP43 nei pressi del Lago di Ganzirri fino all'abitato di Torre Faro.
- Strada Provinciale 47 Circonvallazione Tirrena: dall'abitato di Torre Faro all'innesto con la SS113dir.
- Strada Provinciale 48: dall'abitato Ganzirri all'innesto con la SP49 nei pressi della frazione di Faro Superiore.
- Strada Provinciale 49: dall'innesto con la Strada Panoramica dello Stretto (SP43bis) nei pressi della frazione di Santa Agata di Messina all'innesto con la SS113dir nei pressi di Tono e Acqualadroni.

## SP 50 - SP 59
- Strada Provinciale 50 Castanea delle Furie: dall'abitato di Messina, alla frazione Castanea delle Furie, di Messina.
- Strada Provinciale 50bis Dinnamare: dalla Strada statale 113 Settentrionale Sicula alla frazione Serro, di Villafranca Tirrena.
- Strada Provinciale 51 Salice: dalla Strada statale 113 Settentrionale Sicula alla SP50.
- Strada Provinciale 52 di Calvaruso: dalla Strada statale 113 Settentrionale Sicula alla SP52bis.
- Strada Provinciale 52bis di Divieto: dalla Strada statale 113 Settentrionale Sicula alla SP52.
- Strada Provinciale 52dir Diramazione Santuario: dalla SP52 alla SP52.
- Strada Provinciale 53 di Saponara: dalla Strada statale 113 Settentrionale Sicula alla Contrada San Pietro, di Saponara.
- Strada Provinciale 53b Via Giuntarella: dalla Strada statale 113 Settentrionale Sicula alla SP53.
- Strada Provinciale 54 S.Andrea di Rometta: dalla Strada statale 113 Settentrionale Sicula alla frazione Santa Andrea, di Rometta.
- Strada Provinciale 54bis di Filari: dalla SP54 alla SP61a.
- Strada Provinciale 55 di S.Martino - Spadafora: dalla Strada statale 113 Settentrionale Sicula alla frazione Grangiara, di Spadafora.
- Strada Provinciale 55a di Passo Como: dall'abitato di Saponara alla Contrada Passo Como, di Saponara.
- Strada Provinciale 56 di Rometta: dalla Strada statale 113 Settentrionale Sicula alla Porta di Rometta.
- Strada Provinciale 56bis S.Cono - Portella Crisafi: dalla SP56 alla Contrada Gimello, di Rometta.
- Strada Provinciale 57 di Barrera: dalla SP56 al Torrente.
- Strada Provinciale 58 di Valdina: dalla Strada statale 113 Settentrionale Sicula all'abitato di Valdina.
- Strada Provinciale 59 di Roccavaldina: dalla SP60 alla SP58.
- Strada Provinciale 59a di Roccavaldina: dalla SP560ter alla SP60.
- Strada Provinciale 59b di Roccavaldina: dalla SP58 alla SP56.

## SP 60 - SP 69
- Strada Provinciale 60 di Monforte San Giorgio: dalla Strada statale 113 Settentrionale Sicula alla SP60bis.
- Strada Provinciale 60bis di Pellegrino: dalla SP60 alla Contrada Pellegrino, di Monforte San Giorgio.
- Strada Provinciale 60ter Viale Europa Torregrotta: dalla SP60 alla SP60.
- Strada Provinciale 61 di Bagheria S.S.Annunziata: dalla SP60 al Torrente Niceto.
- Strada Provinciale 61a Sotto Castello Lorenti: dalla frazione Sotto Castello, di Rometta all'abitato di Rometta.
- Strada Provinciale 61bis Cardà S.Salvatore: dalla SP60 alla SP57.
- Strada Provinciale 61q Madonna delle Grazie – Pietra Romita: dalla SP62 alla Contrada Pietra Romita, di San Pier Niceto.
- Strada Provinciale 62 di Niceto: dalla Strada statale 113 Settentrionale Sicula all'abitato di San Pier Niceto.
- Strada Provinciale 63 di Condrò: dalla SP62 all'abitato di Condrò.
- Strada Provinciale 64 di Sicaminò: dalla Strada statale 113 Settentrionale Sicula alla frazione Soccorso, di Gualtieri Sicaminò.
- Strada Provinciale 65 1º tratto del Mela: dalla Strada statale 113 Settentrionale Sicula all'abitato di Santa Lucia del Mela.
- Strada Provinciale 65 2º tratto del Mela: dall'abitato di Santa Lucia del Mela al Santuario della Madonna della Neve, di Santa Lucia del Mela.
- Strada Provinciale 66 di Cattafi: dall'abitato di Pace del Mela all'abitato di San Filippo del Mela.
- Strada Provinciale 67 del Milazzese Archi: dalla Strada statale 113 Settentrionale Sicula all'abitato di Milazzo.
- Strada Provinciale 67a Diramazione Archi: dalla SP67 alla Strada statale 113 Settentrionale Sicula.
- Strada Provinciale 67 V T Vecchio tratto SP67: dalla Contrada Brigandì, di Milazzo alla SP67.
- Strada Provinciale 68: dalla SP72 presso l'abitato di Milazzo alla SP72 presso l'Asse viario di Milazzo.
- Strada Provinciale 68bis: dalla SP72 presso il porto di Milazzo alla Strada statale 113 Settentrionale Sicula.
- Strada Provinciale 68ter: dalla SP73ter alla SP68bis.

## SP 70 - SP 79
- Strada Provinciale 72a Rio Rosso: dall'abitato di Milazzo alla SP72d.
- Strada Provinciale 72b Marina Garibaldi: nell'abitato di Milazzo.
- Strada Provinciale 72d di Rio Rosso – Torrente Mela: dalla SP72a al Torrente Mela.
- Strada Provinciale 72e del Torrente Mela: dalla Strada statale 113 Settentrionale Sicula al Torrente Mela.
- Strada Provinciale 72h di Camicia: dalla Strada statale 113 Settentrionale Sicula alla Contrada Camicia, di Milazzo.
- Strada Provinciale 73 Femminamorta: dalla Strada statale 113 Settentrionale Sicula alla Strada statale 113 Settentrionale Sicula.
- Strada Provinciale 75 di Calderà: dalla Strada statale 113 Settentrionale Sicula alla frazione Calderà, di Barcellona Pozzo di Gotto.
- Strada Provinciale 75a Calderà Spine Sante: dalla SP75 alla frazione Spine Sante, di Barcellona Pozzo di Gotto.
- Strada Provinciale 76 Spinesante: dalla SP75quater alla frazione Spinesante, di Barcellona Pozzo di Gotto.

## SP 80 - SP 89
- Strada Provinciale 82 Barcellonese: dall'abitato di Barcellona Pozzo di Gotto alla SP82a.
- Strada Provinciale 82a di Malasà: dalla SP82 alla SPA46.
- Strada Provinciale 85 di Castroreale: dalla Strada statale 113 Settentrionale Sicula alla SP82a.
- Strada Provinciale 87 di Bafia: dalla SP85 alla frazione Bafia, di Castroreale.
- Strada Provinciale 87a di Catalimita: dalla SP87 alla Contrada Catalimita, di Castroreale.

## SP 90 - SP 99
- Strada Provinciale 91 di Marchesana Marina: dalla SP90 alla SP98.
- Strada Provinciale 92 di Terme Vigliatore (via Maceo): dal torrente Patrì alla Strada statale 113 Settentrionale Sicula.
- Strada Provinciale 93 di Rodì Milici: dalla Strada statale 113 Settentrionale Sicula alla SP96bis.
- Strada Provinciale 94 di S.Biagio: dalla Strada statale 113 Settentrionale Sicula alla SP91.
- Strada Provinciale 95 di S.Marco: dalla Strada statale 185 di Sella Mandrazzi alla frazione San Marco, di Novara di Sicilia.
- Strada Provinciale 96 di S.Basilio: dalla Strada statale 185 di Sella Mandrazzi alla frazione San Basilio, di Novara di Sicilia.
- Strada Provinciale 96bis Milici Patrì: dalla frazione Milici, di Rodì Milici al Torrente Patrì.
- Strada Provinciale 97 Fondachelli Fantina: dalla Strada statale 185 di Sella Mandrazzi all'abitato di Fondachelli-Fantina.
- Strada Provinciale 97a Pietragrossa: dalla SP97 alla Contrada Pietragrossa, di Fondachelli-Fantina.
- Strada Provinciale 97b Fontanelle: dalla SP93 al Torrente Patrì.
- Strada Provinciale 97c Calvano – Ponte Cicero: dalla SP93 alla Strada statale 185 di Sella Mandrazzi.
- Strada Provinciale 98 Acquitta: dalla SP91 alla SP99.
- Strada Provinciale 99 Tonnarella: dalla Strada statale 113 Settentrionale Sicula alla Strada statale 113 Settentrionale Sicula.

## SP 100 - SP 109
- Strada Provinciale 100 di S.Enargi: dalla Strada statale 185 di Sella Mandrazzi alla SP110.
- Strada Provinciale 100bis del Molino di Mazzarrà S.Andrea: dalla SP100 alla Contrada Molino, di Mazzarrà Sant’Andrea.
- Strada Provinciale 101 del Russo: dalla Strada statale 113 Settentrionale Sicula alla SP110.
- Strada Provinciale 102 di Villa Arancia: dalla SP101 alla Contrada Arancia, di Tripi.
- Strada Provinciale 103 di Casino di Falcone: dalla Strada statale 113 Settentrionale Sicula alla Contrada Costola di Falcone, di Falcone.
- Strada Provinciale 104 di Guarnazzo: dalla Strada statale 113 Settentrionale Sicula alla Contrada Guarnazzo, di Falcone.
- Strada Provinciale 105 di Mulino di Oliveri: dalla Strada statale 113 Settentrionale Sicula alla SP106.
- Strada Provinciale 106 Oliveri: dalla Strada statale 113 Settentrionale Sicula all'abitato di Oliveri.
- Strada Provinciale 107 Tindari: dalla Strada statale 113 Settentrionale Sicula alla frazione Tindari, di Patti.
- Strada Provinciale 108 di Scala di Patti: dalla Strada statale 113 Settentrionale Sicula alla Strada statale 113 Settentrionale Sicula.

## SP 110 - SP 119
- Strada Provinciale 110 Montalbanese: dalla Strada statale 113 Settentrionale Sicula alla SP122.
- Strada Provinciale 111 Frassini, dalla contrada Frassini, di Furnari alla frazione Campogrande, di Tripi.
- Strada Provinciale 112 S.Barbara: dalla SP110 alla frazione Santa Barbara, di Montalbano Elicona.
- Strada Provinciale 115 Tripiciana: dalla SP110 alla SP110.
- Strada Provinciale 118 di Mongiove, dalla Strada statale 113 Settentrionale Sicula alla frazione Mongiove Siculo, di Patti.
- Strada Provinciale 119 di Moreri, dalla Strada statale 113 Settentrionale Sicula alla SP122.

## SP 120- SP 129
- Strada Provinciale 122 Pattese: dalla Strada statale 113 Settentrionale Sicula alla Strada statale 116 Randazzo-Capo d'Orlando.
- Strada Provinciale 122b Mulinello Tripiciano: dalla SP122bis alla SP125.
- Strada Provinciale 122bis: dalla SP122ter al Ponte sulla Fiumara Timeto.
- Strada Provinciale 122d Canalaro Tesoriere: dalla SP119 alla SPA297.
- Strada Provinciale 122ter: dalla Strada statale 113 Settentrionale Sicula alla SP122b.
- Strada Provinciale 123 di Cuprani: dalla SP122 alla SPA295.
- Strada Provinciale 124 S.Paolo Gallo dir. Carsi: dal bivio SP122 - SP125 alla frazione San Paolo Gallo, di Patti.
- Strada Provinciale 125 Sisa di Patti: dal bivio SP122 – SP124 – SP128 al bivio SP122a – SP129a.
- Strada Provinciale 126 Librizzi: dalla Strada statale 113 Settentrionale Sicula alla Contrada Guarnazzo, di Falcone.
- Strada Provinciale 127 Santuario S.Giuseppe: dalla SP122 al Santuario di San Giuseppe, di Montagnareale.
- Strada Provinciale 128 Macera: dalla SP127 alla SP124.
- Strada Provinciale 129 Caristia: dalla SP127 alla frazione Caristia, di Montagnareale.
- Strada Provinciale 129b Sisa – Maddalena - Timeto: dal bivio SP125 – SP122b alla Fiumara Timeto.

## SP 130 - SP 139
- Strada Provinciale 132 di Montagnareale: dalla Strada statale 113 Settentrionale Sicula alla SP135b.
- Strada Provinciale 133 dell'Acquasanta: dalla SP132 alla Contrada Acquasanta, di Patti.
- Strada Provinciale 134 di S.Giorgio: dalla Strada statale 113 Settentrionale Sicula alla Strada statale 113 Settentrionale Sicula, in località San Giorgio, di Gioiosa Marea.
- Strada Provinciale 135 di S.Leonardo: dalla Strada statale 113 Settentrionale Sicula alla SPA081.
- Strada Provinciale 135a di Via Francesco Crispi: dalla SP135 all'abitato di Gioiosa Marea.
- Strada Provinciale 135b Sorrentini S.Leonardo: dalla SP135 alla SP132.
- Strada Provinciale 135c Coll. Bivio S.Stefano: dalla SP135 alla SP133.
- Strada Provinciale 136 Raccujese: dalla SP122 alla SP139.
- Strada Provinciale 137 Zappa: dalla SP136 alla SPA 214.
- Strada Provinciale 138 Fondachello di Raccuja: dalla SP136 alla SP140.
- Strada Provinciale 139 Ucria Sinagra: dalla SP145 alla SP136.

## SP 140 - SP 149
- Strada Provinciale 140 S.Angelo di Brolo: dalla Strada statale 113 Settentrionale Sicula alla SP138.
- Strada Provinciale 141 di Piraino: dalla SP140 all'abitato di Piraino.
- Strada Provinciale 141a Ponte Nao: dalla SP140 alla SP141bis.
- Strada Provinciale 141bis Scorrimento Veloce S.Angelo di Brolo: dalla Strada statale 113 Settentrionale Sicula alla SP140.
- Strad Provinciale 142 Mersa-Sirò: dalla SP146 alla SP143.
- Strada Provinciale 143 Contrada Lacco: dalla SP146 alla frazione Matini-Casette
- Strada Provinciale 144: dalla frazione Fosso Pino all'innesto con la SP145 presso Ficarra.
- Strada Provinciale 145 di Sinagra: dalla Strada statale 113 Settentrionale Sicula alla Strada statale 116 Randazzo-Capo d'Orlando.
- Strada Provinciale 145ter: da Raccuja alla Strada statale 113 Settentrionale Sicula.
- Strada Provinciale 146 di San Giacomo: dalla SP145 presso San Giacomo alla SP142.
- Strada Provinciale 147 Via Andrea Doria: dalla Strada statale 113 Settentrionale Sicula presso Capo d'Orlando alla Strada statale 113 Settentrionale Sicula presso Contrada Bagnoli.
- Strada Provinciale 147bis Via Trazzera Marina: corrisponde a metà della Via Trazzera Marina verso la periferia a sud di Capo d'Orlando.
- Strada Provinciale 148 Via Consolare Antica: corrisponde a tutta la Via Consolare Antica (dalla stazione di Capo d'Orlando alla periferia a sud dell'omonima città presso la SS113)
- Strada Provinciale 149: dalla SS116 presso Naso alla SS113 presso Malò.

## SP 150 - SP 159
- Strada Provinciale 152 Bivio Gentile – Piano Campi: dalla Strada statale 116 Randazzo-Capo d'Orlando alla Strada statale 116 Randazzo-Capo d'Orlando.
- Strada Provinciale 157 Tortoriciana: dalla Strada statale 113 Settentrionale Sicula alla SP152.

## SP 160 - SP 169
- Strada Provinciale 160 1T Aluntina 1º tratto: dalla Strada statale 113 Settentrionale Sicula all'abitato di Torrenova.
- Strada Provinciale 160 2T Aluntina 2º tratto: dalla Strada statale 113 Settentrionale Sicula alla SP160bis.
- Strada Provinciale 160bis Montagna: dalla SP160 2T alla Montagna.
- Strada Provinciale 160dir Stazione Carabinieri: dalla SP160 2T alla Stazione dei Carabinieri, di San Marco d’Alunzio.
- Strada Provinciale 161 di Alcara: dalla Strada statale 113 Settentrionale Sicula alla SPA 002.
- Strada Provinciale 162 Q di Ponte Inganno: nell'abitato di Acquedolci.
- Strada Provinciale 163 di Iria: dalla Strada statale 113 Settentrionale Sicula a San Basilio.
- Strada Provinciale 164 di Niceta: dall'abitato di Acquedolci alla Contrada Vetrana, di Acquedolci.
- Strada Provinciale 164b di Piano Cottone: dalla Strada statale 113 Settentrionale Sicula all'abitato di Acquedolci.
- Strada Provinciale 164bis di Terreforti: dalla SP164 all'abitato di Acquedolci.
- Strada Provinciale 165 di Bolo: dalla Strada statale 120 dell’Etna e delle Madonie al Ponte della Cantera, in Contrada Serravalle, di Bronte.
- Strada Provinciale 167 dell'Ancipa: dalla Strada statale 289 di Cesarò alla Diga Ancipa.
- Strada Provinciale 168 'dei Monti Nebrodi 1º tratto': dalla SP168b alla Portella dell'Obolo, tra Caronia e Capizzi.
- Strada Provinciale 168b Ex Nazionale – Marina di Caronia: dalla Strada statale 113 Settentrionale Sicula, in località della Marina di Caronia, alla Strada statale 113 Settentrionale Sicula.
- Strada Provinciale 168c Piana di Caronia: dalla Strada statale 113 Settentrionale Sicula alla Contrada Piana, di Caronia.
- Strada Provinciale 169 di S.Stefano di Camastra: dalla Strada statale 113 Settentrionale Sicula all'abitato di Santo Stefano di Camastra.
- Strada Provinciale 169bis Santuario Letto Santo: dall'abitato di Santo Stefano di Camastra al Santuario del Letto Santo, di Santo Stefano di Camastra.

## SP 170 - SP 179
- Strada Provinciale 171 di Reitano: dalla Strada statale 117 Centrale Sicula all'abitato di Reitano.
- Strada Provinciale 172 Romei: dalla Strada statale 117 Centrale Sicula alla Contrada Romei, di Mistretta.
- Strada Provinciale 173 di Motta d'Affermo: dalla Strada statale 117 Centrale Sicula alla SP176.
- Strada Provinciale 174 Vecchia Statale per Mistretta: dalla SP173 alla SP176.
- Strada Provinciale 176 Castelluzzese, dalla Strada statale 113 Settentrionale Sicula alla Strada statale 117 Centrale Sicula.
- Strada Provinciale 177 di Tusa, dalla Strada statale 113 Settentrionale Sicula all'abitato di Tusa.
- Strada Provinciale 178 di Vulcano, dalla frazione di Gelso al porto dell'isola di Vulcano.
- Strada Provinciale 179 di Lipari, dalla frazione Acquacalda al porto dell'isola di Lipari.

## SP 180 - SP183
- Strada Provinciale 180, dalla Strada provinciale 179 nei pressi del centro abitato di Lipari alla frazione di Canneto.
- Strada Provinciale 181, dalla Strada provinciale 179 fino all'innesto con la Strada provinciale 180.
- Strada Provinciale 182 di Malfa, dalla frazione di Lingua al porto di Rinella dell'isola di Salina.
- Strada Provinciale 183 di Pollara, dalla frazione di Pollara fino all'innesto con la Strada provinciale 182.